# 克兰伯恩蔡斯

克兰伯恩蔡斯位於英国的位置

克兰伯恩蔡斯 （Cranborne Chase）是英格兰中南部的一个白堊岩高原，行政上隸屬於多塞特郡、汉普郡和威尔特郡。高原最高点位於威尔特郡境內 ，海拔910英尺（280） 。克兰伯恩蔡斯也是應英國的一個杰出自然风景区。克兰伯恩蔡斯境內有许多新石器时代和青铜时代、铁器时代的遗迹。此外還有一座羅馬別墅遺址。